# Репище
Ре́пище — село в Україні, у Чоповицькій селищній громаді Коростенського району Житомирської області. Населення становить 69 осіб.